# Ernesto Labarthe
Pour les articles homonymes, voir Labarthe.
Ernesto Enrique Labarthe Flores, né le 2 juin 1956 à Lima au Pérou, est un footballeur international péruvien qui évoluait au poste d'attaquant.
Surnommé El Chino (« le chinois »), son fils – Gianfranco Labarthe (en) – est également footballeur.

## Biographie

### Carrière en club
Ernesto Labarthe commence sa carrière au sein du Sport Boys de Callao lorsqu'il remplace Nicolás Miranda lors de la 1re journée du championnat 1975 face au Deportivo Junín (défaite 0-1). Il inscrit son premier but en 1re division péruvienne lors de la 13e journée du championnat 1975, en marquant sur pénalty face au Carlos A. Mannucci (défaite 1-2). Vice-champion du Pérou en 1976, il dispute cinq rencontres de la Copa Libertadores 1977.
En 1979, il quitte le Pérou pour le Chili afin de jouer au CD Palestino. Avec son nouveau club, il rejoue la Copa Libertadores en disputant huit matchs de l'édition 1979. Il revient en 1980 au Sport Boys pour repartir à l'étranger, cette fois-ci au CF Monterrey au Mexique. 
En 1981, il rentre définitivement au Pérou. En 1983, alors qu'il avait conclu un accord afin de jouer à l'Universitario de Deportes, un problème cardiaque l'oblige à mettre fin à sa carrière à seulement 27 ans.

### Carrière en équipe nationale
Ernesto Labarthe figure dans le groupe des sélectionnés lors de la Coupe du monde de 1978, même s'il ne joue aucun match lors du mondial organisé en Argentine. Ce n'est que l'année suivante qu'il reçoit quatre sélections en équipe du Pérou, participant notamment à la Copa América 1979 où le Pérou atteint les demi-finales.

## Palmarès
Sport Boys
- Championnat du Pérou :
  - Vice-champion : 1976.